# Scotinotylus amurensis
Scotinotylus amurensis is een spinnensoort in de taxonomische indeling van de hangmatspinnen (Linyphiidae).
Het dier behoort tot het geslacht Scotinotylus. De wetenschappelijke naam van de soort werd voor het eerst geldig gepubliceerd in 1994 door Kirill Yuryevich Eskov & Yuri M. Marusik.